# The Zero Theorem
The Zero Theorem ist ein dystopischer Science-Fiction-Film von Terry Gilliam aus dem Jahr 2013 mit Christoph Waltz in der Hauptrolle. Der Film hatte seine Premiere auf den Internationalen Filmfestspielen Venedig.

## Handlung
Das exzentrische, glatzköpfige Computergenie Qohen Leth arbeitet in einer dystopischen Zukunft in der IT-Firma „Mancom“ als Entitätenknacker. Unzufrieden mit seinem Leben wartet Qohen auf den Anruf, der ihm den Sinn des Lebens mitteilen soll. Auf einer Betriebsfeier trifft Qohen die rätselhafte und ihn faszinierende Bainsley, die ihm ihre Telefonnummer gibt. Management, der Chef von „Mancom“, erlaubt ihm, von zu Hause aus – einer ehemaligen Kirche – am „Zero Theorem“ zu arbeiten, einer mathematischen Formel, die ebenfalls die Frage nach dem Sinn des Lebens beantworten soll. Während Qohen zu Hause monatelang erfolglos am „Zero Theorem“ arbeitet, verliebt er sich allmählich in Bainsley. Seine Gesundheit und sein psychischer Zustand verschlechtern sich rapide; er träumt von einem Schwarzen Loch. Als er frustriert seinen Computer mit einem Hammer zerstört, schickt Management ihm seinen Sohn Bob, der den Computer repariert, Qohen klarmacht, dass er von seinem Arbeitgeber ausspioniert wird, und andeutet, Bainsley sei nur an dem Geld interessiert, das sie für ihre Dienste an ihm erhielte. Bainsley bringt ihm einen VR-Anzug, um mit ihr über ihre Webseite zu interagieren. Auf einer virtuellen Tropeninsel treffen sich Qohen und Bainsley und küssen sich.
Als Bob ihn wieder besucht, erfährt Qohen, dass das „Zero Theorem“ ein mathematischer Beweis der Big-Crunch-Hypothese sei, bei der das Universum am Ende in einem umgekehrten Urknall kollabiert und verschwindet. Beim nächsten virtuellen Treffen mit Bainsley schlägt Qohen vor, dass beide zusammen weggehen könnten; daraufhin verlässt Bainsley abrupt die VR-Umgebung und Qohens Anzug wird beschädigt. Während Bob den Anzug repariert, verbindet sich Qohen mit Bainsleys Webseite und entdeckt, dass sie ein Camgirl ist. Später besucht sie ihn, entschuldigt sich, gesteht ihm ihre Liebe und schlägt nun ihrerseits vor, zusammen wegzugehen; enttäuscht weist Qohen sie ab. Bob erleidet in Qohens Wohnung einen körperlichen Zusammenbruch. Beim Versuch ihm zu helfen entdeckt und zerstört Qohen alle Kameras von Management. Dieser lässt seinen Sohn Bob abholen und ins Krankenhaus bringen.
Management teilt ihm mit, dass Bob schon lange chronisch krank und Qohen nun Teil des Rechnernetzes von „Mancom“ sei; er habe ihn als Antithese des „Zero Theorem“ gebraucht. Als Qohen ihn nach dem Sinn des Lebens fragt, weist Management ihn ab und erklärt ihm, dass er nun nicht mehr gebraucht würde. Verärgert zerstört Qohen das „Mancom“-Rechnernetzwerk; dahinter erscheint ein riesiges Schwarzes Loch, in das er sich fallen lässt. Er erwacht alleine auf der virtuellen Tropeninsel. Im Abspann hört man Bainsley nach ihm rufen.

## Synchronisation
Es existieren zwei deutsche Synchronfassungen. Die erste entstand bei der Interopa Film, Berlin. Christoph Cierpka schrieb das Dialogbuch und führte Regie. Die zweite entstand 2017 bei der SDI Media Germany, ebenfalls Berlin. Ronald Nitschke führte Dialogregie.
| Rolle          | Darsteller      | Synchronsprecher (2013) | Synchronsprecher (2017) |
| -------------- | --------------- | ----------------------- | ----------------------- |
| Qohen Leth     | Christoph Waltz | Christoph Waltz         | Ronald Nitschke         |
| Bainsley       | Mélanie Thierry | Emily Behr              | Melanie Hinze           |
| Joby           | David Thewlis   | Frank Röth              | Frank Röth              |
| Bob            | Lucas Hedges    | Patrick Baehr           | Christian Zeiger        |
| Management     | Matt Damon      | Simon Jäger             | Martin Gleitze          |
| Doctor 3       | Ben Whishaw     | Ozan Ünal               | Tobias Nath             |
| Dr. Shrink-Rom | Tilda Swinton   | Sabine Arnhold          | Sabine Arnhold          |
| Doctor 2       | Peter Stormare  | Thomas Wolff            | K.Dieter Klebsch        |
| TV Presenter   | Rupert Friend   | Christoph Banken        | ?                       |

## Produktion
Die Produktion des Films war bereits für 2009 mit Billy Bob Thornton in der Hauptrolle und Al Pacino geplant, kam aber nicht zustande. Der Film wurde schließlich im Herbst 2012 in neuer Besetzung in nur 37 Tagen in Bukarest gedreht. Nach Information von Variety verfügte der Film über ein Budget von 10,3 Millionen Euro, das niedrigste Budget Gilliams seit den 1970er Jahren.
Der Film kam am 27. November 2014 in Deutschland, am 5. Dezember 2014 in Österreich und am 5. März 2015 in der Schweiz in die Kinos.

## Rezeption
The Zero Theorem erntete in den USA gemischte Kritiken. Die Rezensionssammlung Rotten Tomatoes zählt 131 Kritiken, von denen knapp die Hälfte positiv ausfiel.
In Deutschland stieß der Film auf eine deutlich positivere Resonanz.
Der film-dienst resümierte etwa: „Als kritischer Zukunftsentwurf und philosophischer Reflexion mangelt es dem Szenario etwas an Biss, nichtsdestotrotz gelingen dem vor schrulligen Ausstattungsdetails, kuriosen Charakteren und Anspielungen nur so überbordenden Film immer wieder ausdrucksstarke Bilder und berührende Szenen.“ Die Filmkommission vergibt 3 von 5 möglichen Sternen.
Frank Arnold von der Filmzeitschrift epd Film attestiert dem Film durchaus die für Gilliam typischen beeindruckend „opulenten Bilder und exzentrischen Figuren“, kritisiert andererseits aber auch „die selten einmal zur Ruhe kommende, oft verkantete Kamera“ und die Schwächen in der Story.
Die Jury der Deutschen Film- und Medienbewertung vergibt das Prädikat „wertvoll“ und begründet das wie folgt: „Die Geschichte, die Gilliam hier mit seinen besonderen Stilmitteln erzählt, ist so alt wie universell. Sie auf diese Art und Weise zu vermitteln, erscheint aber durchaus neu und besonders. […] Dieser Film hat keine Gegenwart und keine Zukunft, er ist nicht im Hier und Jetzt verankert, sondern beschreibt ein eigenes Universum.“ Überzeugend sei der „plakative Umgang Gilliams mit Dekor und Kostümen.“
Laut Josef Schnelle vom Deutschlandfunk kann man „Vergnügen haben am puren Spektakel[,] sich aber auch an den längeren Gedankenspielen des Films erfreuen.“ Christoph Waltz fülle „diese existenzialistische Komikerrolle“ entschlossen mit Leben.
Auch der Stern lobt Waltz’ schauspielerische Leistung: „Den [Qohen Leth] verkörpert Christoph Waltz mit spürbarer Lust, einmal nicht der Bösewicht vom Dienst zu sein. Mit feiner Ironie lässt er das Publikum gleichsam zum Komplizen des Protagonisten werden. Was dazu führt, dass man sich im Kinosaal schon nach kurzer Zeit total überwacht glaubt. Gut möglich, dass mancher nach dem Filmende sein Mobiltelefon in den Müll entsorgt.“